# Claude Nicollier
Claude Nicollier (Vevey, 2 de septiembre de 1944) es el primer astronauta de Suiza que ha volado al espacio, ha participado en varias misiones del transbordador espacial. Fue nombrado profesor titular de Tecnología Espacial en la École Polytechnique Fédérale de Lausanne, el 28 de marzo de 2007.

## Actividades espaciales
Nicollier ha pasado más de 1000 horas en el espacio (42 días, 12 horas y 5 minutos), incluyendo una caminata espacial durante 8 horas y 10 minutos. Se desempeñó como especialista de misión en cuatro misiones con cuatro transbordadores espaciales diferentes: 
- STS-46 en 1992. European Retrievable Carrier EURECA Atlantis
- STS-61 en 1993. Hubble Servicing Mission 1 Endeavour
- STS-75 en 1996. TSS-1R Italian mission Columbia
- STS-103 en 1999. Hubble Servicing Mission 3A Discovery